# Chrysolampus aeneicornis
Chrysolampus aeneicornis är en stekelart som beskrevs av Julius Theodor Christian Ratzeburg 1852. Chrysolampus aeneicornis ingår i släktet Chrysolampus och familjen gropglanssteklar. Inga underarter finns listade i Catalogue of Life.